# (20995) 1985 VY
(20995) 1985 VY è un asteroide troiano di Giove del campo greco. Scoperto nel 2001, presenta un'orbita caratterizzata da un semiasse maggiore pari a 5,100808 UA e da un'eccentricità di 0,115901, inclinata di 20,362717° rispetto all'eclittica. Ha un diametro di 26,203 km, un periodo di rotazione di 10,474 ore e un'albedo di 0,065.